# NGC 6068
NGC 6068 est une galaxie spirale barrée située dans la constellation de la Petite Ourse. Sa vitesse par rapport au fond diffus cosmologique est de 3 954 ± 11 km/s, ce qui correspond à une distance de Hubble de 58,3 ± 4,1 Mpc (∼190 millions d'al). NGC 6068 a été découverte par l'astronome germano-britannique William Herschel en 1801.
La classe de luminosité de NGC 6068 est II-III et elle présente une large raie HI.
À ce jour, trois mesures non basées sur le décalage vers le rouge (redshift) donnent une distance de 103,333 ± 1,528 Mpc (∼337 millions d'al), ce qui est totalement incohérent avec les valeurs de la distance de Hubble. Notons que c'est avec la valeur moyenne des mesures indépendantes, lorsqu'elles existent, que la base de données NASA/IPAC calcule le diamètre d'une galaxie et qu'en conséquence le diamètre de NGC 6068 pourrait être d'environ 19,0 kpc (∼62 000 al) si on utilisait la distance de Hubble pour le calculer.
NGC 6068 fait partie d'une paire de galaxies,. L'autre galaxie est PGC 56363 (NGC 6068A) dont la distance de Hubble est de 57,4 ± 4,0 Mpc (∼187 millions d'al).